# えびの郵便局
えびの郵便局（えびのゆうびんきょく）は宮崎県えびの市にある郵便局。民営化前の分類では集配普通郵便局であった。

## 概要
所在地：〒889-4399 宮崎県えびの市原田3237-3
民営化直前の集配業務再編において、多くの集配普通郵便局は統括センターとなったが、当局は配達センターとされたため、民営化後も郵便事業株式会社の支店は併設されず、集配センターが併設された。

## 沿革
- 1874年（明治7年） - 飯野（いいの）郵便取扱所として開設[1]。
- 1875年（明治8年）1月1日 - 飯野郵便局（五等）となる。
- 1885年（明治18年）11月1日 - 貯金取扱を開始。
- 1896年（明治29年）10月16日 - 為替取扱を開始。
- 1955年（昭和30年）4月1日 - 飯野上江簡易郵便局および大河平簡易郵便局の廃止に伴い、取扱事務を承継[2]。
- 1956年（昭和31年）3月16日 - 電話交換事務の取扱を飯野駅前郵便局に移管。
- 1958年（昭和33年）12月 - 局舎新築落成。
- 1980年（昭和55年）9月1日 - 特定郵便局から普通郵便局に局種別改定するとともに、えびの郵便局に改称。
- 1984年（昭和59年）6月27日 - 和文電報配達業務をえびの電報電話局に移管。
- 2000年（平成12年）8月14日 - 外国通貨の両替および旅行小切手の売買に関する業務取扱を開始。
- 2007年（平成19年）10月1日 - 民営化に伴い、併設された郵便事業都城支店えびの集配センターに一部業務を移管。
- 2012年（平成24年）10月1日 - 日本郵便株式会社発足に伴い、郵便事業都城支店えびの集配センターをえびの郵便局に統合。
- 2015年（平成27年）8月23日 - 加久藤郵便局から「889-42xx」区域の集配業務を移管。

## 取扱内容
- 郵便、印紙、ゆうパック、内容証明
- 貯金、為替、振替、振込、国際送金、国債、投資信託
- 生命保険、バイク自賠責保険、自動車保険
- ゆうちょ銀行ATM
- えびの市内の一部地域の集配業務

## 周辺
- えびの市役所 飯野出張所
- えびの市民体育館
- えびの警察署
- 宮崎県立飯野高等学校
- えびの市立飯野中学校
- えびの市立飯野小学校
- 国道221号
- 川内川

## アクセス
- JR吉都線 えびの飯野駅から北へ約1.8km（徒歩約21分）
- 宮交バス 飯野停留所下車
- 九州自動車道 えびのICから東へ約6.5km
- 駐車場あり：18台